# Halictus ponticus
Halictus ponticus är en biart som beskrevs av Blüthgen 1934. Halictus ponticus ingår i släktet bandbin, och familjen vägbin. Inga underarter finns listade i Catalogue of Life.